# Stazione di Bari Palese
La stazione di Bari Palese è una stazione ferroviaria di Bari nel quartiere Palese-Macchie, posta sulla linea ferrovia Bari-Barletta, gestita dalla società Ferrotramviaria.

## Movimento
La fermata è servita dai treni regionali in servizio sulla relazione denominata "FR1" delle ferrovie del Nord Barese.